# 유쾌한 사랑
유쾌한 사랑(Funny About Love)은 미국에서 제작된 레너드 니모이 감독의 1990년 영화이다. 진 와일더 등이 주연으로 출연하였고 존 애브넷 등이 제작에 참여하였다.

## 출연

### 주연
- 진 와일더
- 크리스틴 라티
- 매리 스튜어트 매스터슨

### 조연
- 로버트 프로스키
- 스티븐 토보로스키
- 앤 잭슨
- 수잔 루턴
- 진 드 베어

## 제작진
- 미술: 스티븐 스토럴
- 의상: 알버트 울스키
- 배역: 아만다 맥키 존슨